# Vene coroide
Venele coroide sunt vena coroidă superioară și vena coroidă inferioară a ventriculului lateral. Ambele vene drenează diferite părți ale plexului coroid.

## Vena coroidă superioară
Vena coroidă superioară se desfășoară de-a lungul lungimii plexului coroidian, în ventriculul lateral. Drenează plexul coroid și, de asemenea, hipocampul, fornixul și corpul callosum. Se unește cu vena talamostriată superioară pentru a forma vena cerebrală internă.

## Vena coroidă inferioară
Vena coroidă inferioară drenează plexul coroid inferior în vena bazală.